# Henry Jacques (parfumeur)
Pour les articles homonymes, voir Henry Jacques.
Vous pouvez aider à l'améliorer ou bien discuter des problèmes sur sa page de discussion.
- Son texte doit être wikifié : il ne correspond pas à la mise en forme Wikipédia (style, typographie, liens internes, liens entre les wikis, etc.). (Marqué depuis octobre 2021)
- Son ton est trop promotionnel ou publicitaire, voire hagiographique. Le texte doit adopter un ton neutre et encyclopédique. (Marqué depuis octobre 2021)

Henry Jacques est une marque de parfumerie de luxe française fondée en 1975 par le parfumeur Henry Cremona à Draguignan (Var).

## Histoire
Henry Jacques est créé par Henry Cremona et Joseph Sassy, un nez de parfumerie. Henry Cremona et son épouse Yvette créent la marque de parfums Henry Jacques et ouvrent laboratoire à Draguignan.
Les flacons Henry Jacques sont élaborés par des cristalliers comme Baccarat . Certains flacons vendus par Henry Jacques vend sont ornés de pierres précieuses et onéreux.[source insuffisante]
Le cheikh Zayed ben Sultan Al Nahyane était amateur des parfums Henry Jacques. 
En 2010, Anne-Lise Cremona, fille du fondateur, prend la direction de la marque. Elle défend parfumerie à contre-courant de l’industrialisation observée dans ce secteur. 
En 2013 la marque ouvre un espace chez Harrods.
En 2016, Anne-Lise Cremona s’associe à son oncle maternel Richard Mille, créateur de la marque d’horlogerie[Quoi ?][pourquoi ?].
La marque vend des flacons fabriqués à la main.